# Quartissimo
Quartissimo — словенский струнный квартет, исполняющий симфоническую музыку в рок-обработке. Все участники коллектива — выпускники словенской филармонии, и имеют опыт участия в качестве членов различных камерных оркестров как у себя на родине, так и за рубежом. Первоначально группа называлась «Octissimo», но в 2007 состав коллектива сократился, и оставшиеся участники стали выступать под другим названием.

## Участие на Евровидении
В 2008 участники коллектива выиграли национальный отбор для участия на Евровидении. На Евровидении 2009 в Москве Quartissimo вместе с Мартиной Майерле представляли свою страну с песней «Love Symphony», автор которой, Андрей Бабич, уже имел опыт написания композиций для участников Евровидения. Во втором полуфинале конкурса песня группа финишировала 16-й (набрал только 14 баллов), и не прошла в финал конкурса.

## Состав

### Жига Церар (Žiga Cerar)
Родился 27 апреля 1978 в Любляне. Занимался в музыкальной школе им. Ф. Штурма с восьми лет, по классу скрипки. Продолжил обучение в Люблянском музыкальном училище, после его окончания пошёл в Университет «Моцартеум» в Зальцбурге, по окончании которого защитил диплом и окончил аспирантуру, получив степень магистра артиума.
На национальных и международных музыкальных конкурсах Жига был удостоен ряда премий и дипломов. На протяжении всего обучения принимал участие в различных летних школах и семинарах. С 2002 по 2004 гг. являлся членом «Cologne Chamber Orchestra», с которым гастролировал по всей Европе. В настоящее время помимо участия в группе, Жига Церар играет во многих камерных ансамблях и является членом Словенской филармонии.

### Матьяж Богатай (Matjaž Bogataj)
Родился в 1987. В настоящее время является студентом Музыкального университета в Граце, Австрия. Выступил на более чем двухсот концертах как участник камерных ансамблей или оркестров. Матьяж завоевал ряд наград на международных и национальных конкурсах, самым успешным было выступление на Первом мировом скрипичном конкурсе им. Стефана Миленковича, где он занял второе место.

### Лука Дукарич (Luka Dukarić)
Родился 9 сентября 1986 в Любляне. С восьми лет обучался музыке в музыкальной школе Мосте-Полье в Любляне по классу альта. Вскоре продолжил учёбу в Музыкально-хореографическом училище в Любляне; в 2005 поступил в Словенскую музыкальную академию. Во время учёбы Лука завоевал золотой диплом в 2000 и 2003 (на местных музыкальных конкурсах), бронзовый плакет в 2000 и золотой плакет в 2003. В течение трех лет он входит в Международный симфонический оркестр молодых музыкантов, и уже имеет опыт выступлений на концертных площадках Европы. В 2006 стал участником международного оркестра «Animato Academy».

### Тилен Артач (Tilen Artač)
Родился в Любляне в 1985. В июне 2007 поступил в Музыкальную Академию в Загребе, Хорватия. В том же году стал победителем европейского музыкального конкурса «Alpe-Adria» в Гориции, Италия. Помимо участия в «Quartissimo» является членом инструментального трио «Tempogiusto».

## Дискография

### Альбомы
- Carmensita (2010)

### Синглы
- Love Symphony (2009)
- Trip to Balkan (2010)